# Marco Valerio Massimiano
Marco Valerio Massimiano (latino: Marcus Valerius Maximianus; Poetovio, ante 173 – dopo il 185) è stato un politico e militare romano.

## Biografia
Originario di Poetovio (Ptuj, in Slovenia), era comandante dell'ala I Ulpia contariorum ad Arrabona (odierna Győr); divenne comandante della flotta sul Danubio e gli fu affidato il compito di proteggere gli approvvigionamenti degli eserciti di Pannonia.
Uccise di sua mano Valao, capo dei Naristi nel corso delle guerre marcomanniche (anni 172-173), e venne posto a capo di un contingente di Marcomanni, Quadi e Naristi quando accompagnò Marco Aurelio in Oriente dopo la sollevazione di Avidio Cassio nel 175.
Fu procuratore della Mesia inferiore, ottenne di essere ammesso in Senato attorno al 178.
Partecipò alla seconda spedizione germanica di Marco Aurelio, ricevendo il comando di vexillationes della Legio I Adiutrux e della II Adiutrux, e stabilendosi al termine della guerra a Leugaricio in Marcomannia (179). In seguito fu anche legatus legionis della III Augusta in Africa proconsolare.
Ottenne, infine, il consolato nel 185 circa.